# حور غلوكي
حور غلوكي (الاسم العلمي:Populus glauca) هو نوع من النباتات يتبع جنس الحور من الفصيلة الصفصافية.